# Kirchberg am Wechsel
Kirchberg am Wechsel – gmina targowa w Austrii, w kraju związkowym Dolna Austria, w powiecie Neunkirchen. Według Austriackiego Urzędu Statystycznego liczyła 2 363 mieszkańców (1 stycznia 2014).